# James J. Jeffries
James Jackson Jeffries, soprannominato "The Boilermaker" (Carroll, 15 aprile 1875 – Burbank, 3 marzo 1953), è stato un pugile e arbitro di pugilato statunitense.
Campione del mondo dei pesi massimi dal 1899 al 1905, nel 1990 la International Boxing Hall of Fame lo ha riconosciuto fra i più grandi pugili di ogni tempo. 

## Biografia
Crebbe in una fattoria a Carroll, in Ohio. Quando James J. Jeffries aveva 6 anni la sua famiglia si spostò nella allora rurale Los Angeles. James poi cominciò a lavorare nelle miniere locali, principalmente svolgendo lavori manuali. Più tardi continuò nelle acciaierie e caldaie. Nel tempo libero praticava atletica, il wrestling e pugilato.
Nel 1895, grazie alla sua ottima fisicità gli fu casualmente chiesto di affrontare un pugile veterano in un match di esibizione, reduce da innumerevoli incontri, si trattava di Hank Griffin. Questi lo umiliò per tutto il combattimento ma a Jeffries bastò un fortunato colpo per mettere fine all'incontro del pugile.

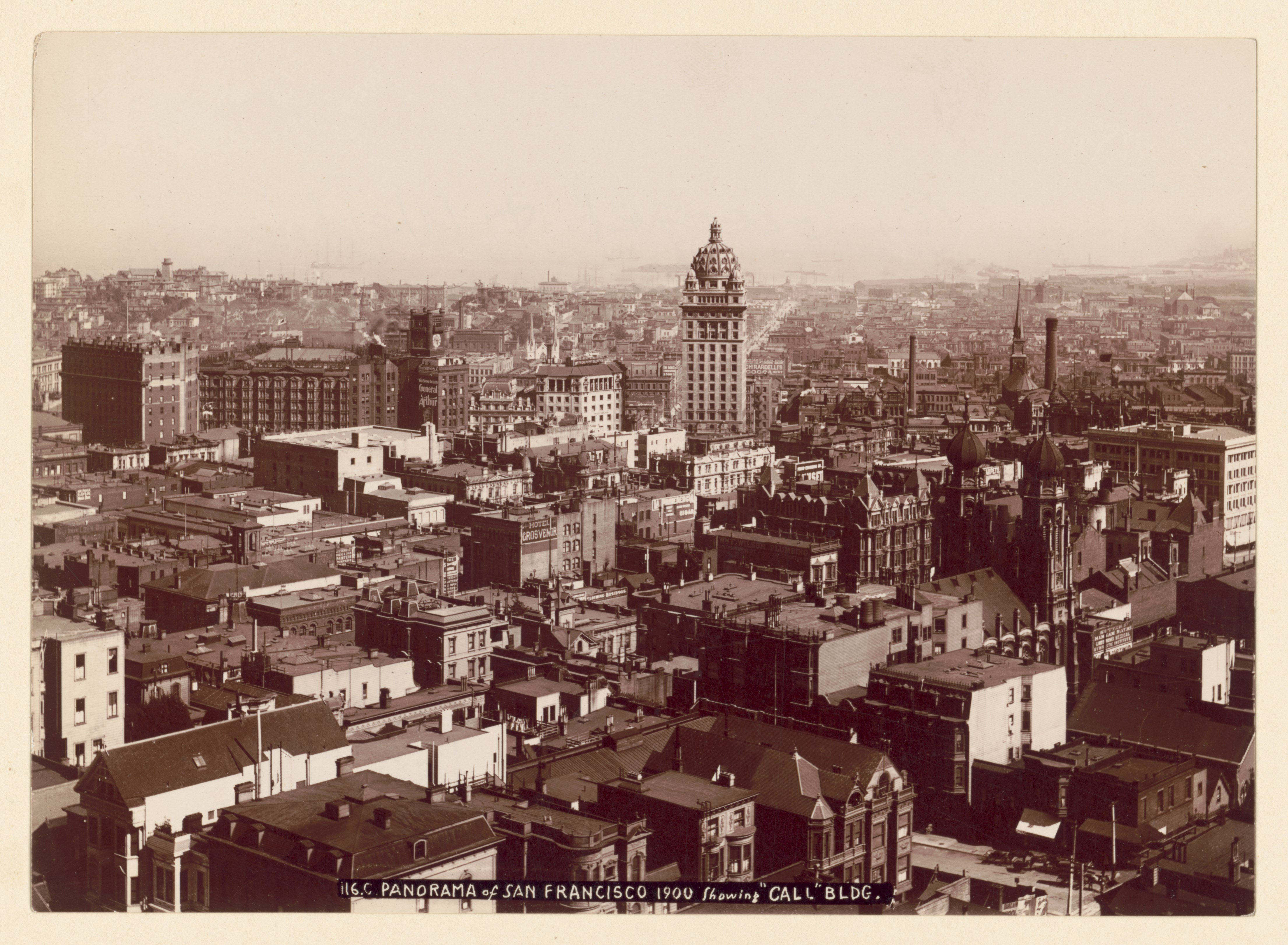
San Francisco nel 1900

Nonostante fosse stato particolarmente colpito dalle sue stesse capacità, tornò inizialmente al suo lavoro, ma poi, al pensiero di poter guadagnare combattendo lo portarono a San Francisco. La città allora era il centro della cultura degli incontri nel west. Jeffries però non riuscì a procurarsi degli incontri e cominciò a lavorare in un saloon a Downey Street. 

## Carriera

### Gli Inizi
Nel 1896 fu organizzato un incontro tra lui e un combattente di Denver, Dan Long, Jeffries riuscì a vincere in 2 round. Sempre a San Francisco, Jeffries ottenne un'altra vittoria per KO, ancora in 2 round, allora in quel periodo fu scelto come sparring partner di James J. Corbett, che si stava preparando a difendere il suo titolo mondiale dei massimi contro Bob Fitzsimmons. Questo servì a Jeffries, che imparò molto dall'esperto pugile, in più il manager del campione (William Brady) si interessò a Jeffries e decise di prenderlo sotto sua gestione.
Dopo qualche vittoria per KO affrontò Joe Choynski, un talentuoso mediomassimo rivale di Corbett quando entrambi erano agli inizi della loro carriera. L'incontro si tenne il 30 novembre 1897 a San Francisco. Joe si muoveva continuamente intorno al ring cercando di evitare i pesanti colpi dell'avversario, al 17º round mandò un disperato e potente destro al naso di Jeffries, che cominciò a perdere sangue. Al 20º round però l'arbitro dichiarò il pareggio.
Nel febbraio 1898 affrontò Joe Goddard, il 40 enne non era sicuramente nella sua miglior forma e l'incontro fu fermato dall'arbitro dopo 4 round.
Un mese dopo incrociò i guantoni contro il leggendario australiano Peter Jackson, Jeffries ne fece un facile lavoro e lo mise KO in soli 3 round. Anche qui però, Jackson era decisamente lontano dai suoi anni migliori. Vinse per KO anche il suo seguente match contro "Mexican" Pete Everett.
A questo punto il primo vero e proprio avversario di qualità di Jeffries fu Tom Sharkey, combatterono il 6 maggio 1898. Sharkey era decisamente più piccolo ma potente e in ottima forma, ciò non preoccupò Jeffries che lo mise al tappeto diverse volte ma nonostante ciò vinse ai punti in 20 round. Dopo aver vinto contro Bob Armstrong ebbe la chance di affrontare il campione per il titolo mondiale.

### Campione del mondo

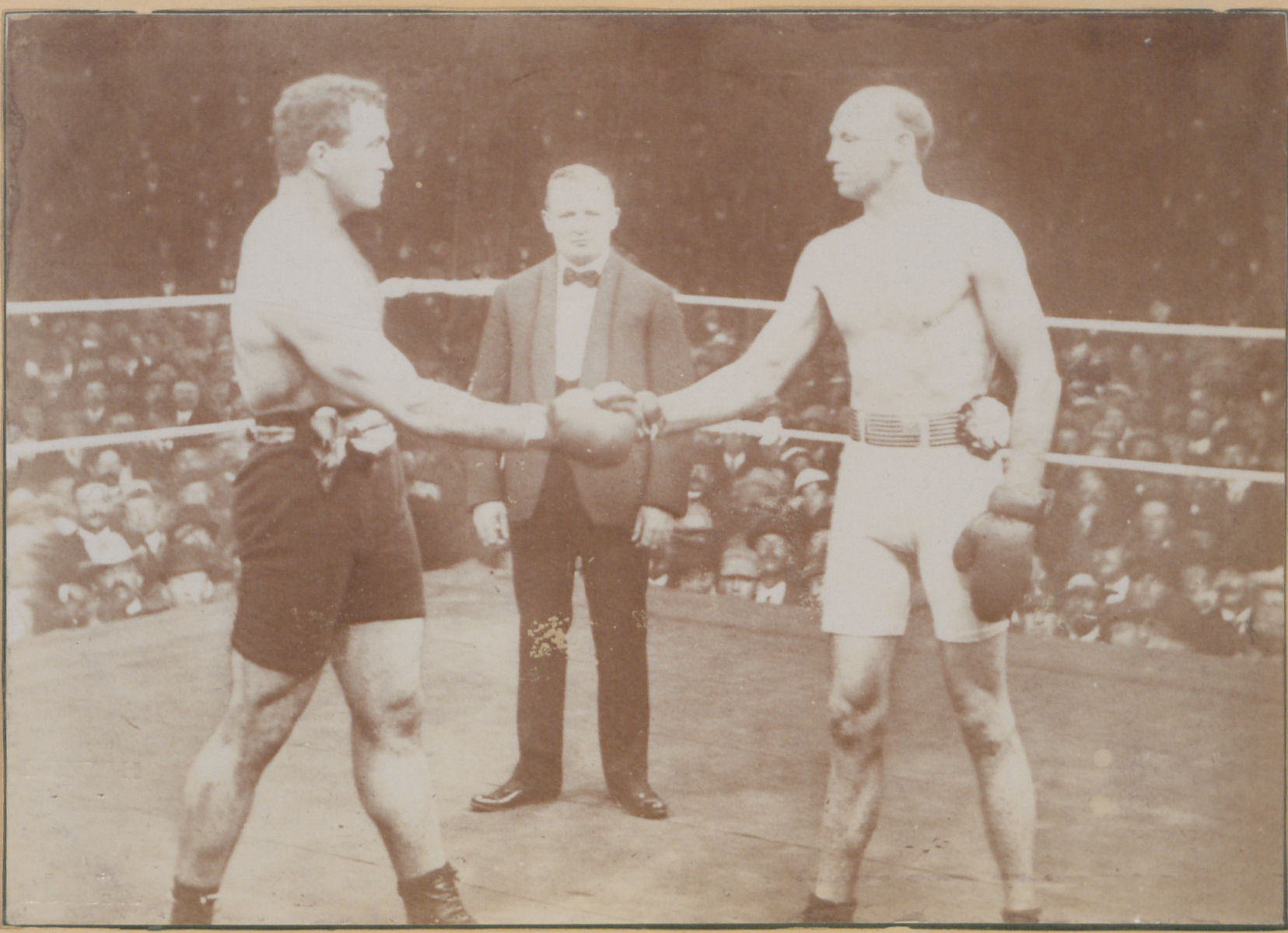
James J. Jeffries e Bob Fitzsimmons

Il 9 giugno 1899, a Coney Island, New York, Jeffries sfidò Bob Fitzsimmons, ottimo pugile che aveva battuto James Corbett nel 1897 conquistando il titolo. La differenza di peso a favore di Jeffries, di 12 anni più giovane del campione in carica, era abissale. Jeffries mise giù l'inglese 4 volte, l'ultima volta definitivamente all'11º round, conquistando così il titolo dei massimi. Fitzsimmons incassò 35 mila dollari, equivalenti a più di 1 milione e 200 mila dollari di oggi, mentre Jeffries ne incassò 27 mila.
Nell'agosto di quello stesso anno Jeffries si imbarcò in un tour in Europa, esibendosi per i fan. Fu filmato in varie occasioni in cui ripeteva parti dell'incontro in cui aveva vinto il titolo. Spezzoni di questi filmati e di altre sue esibizioni sono arrivati fino ai giorni nostri.
Il 3 novembre 1899 Jeffries concesse la rivincita a Tom Sharkey. L'irlandese salì sul ring con dei colorati calzoncini verdi, allacciati da una cintura a bandiera americana. L'incontro fu una battaglia incredibile, della durata di 25 round, in cui entrambi i pugili si scambiarono colpi ripetutamente per 1 ora e 40 minuti, dimostrando una grande resistenza fisica. Jeffries ebbe la meglio aggiudicandosi la vittoria ai punti e mantenendo il titolo di campione.

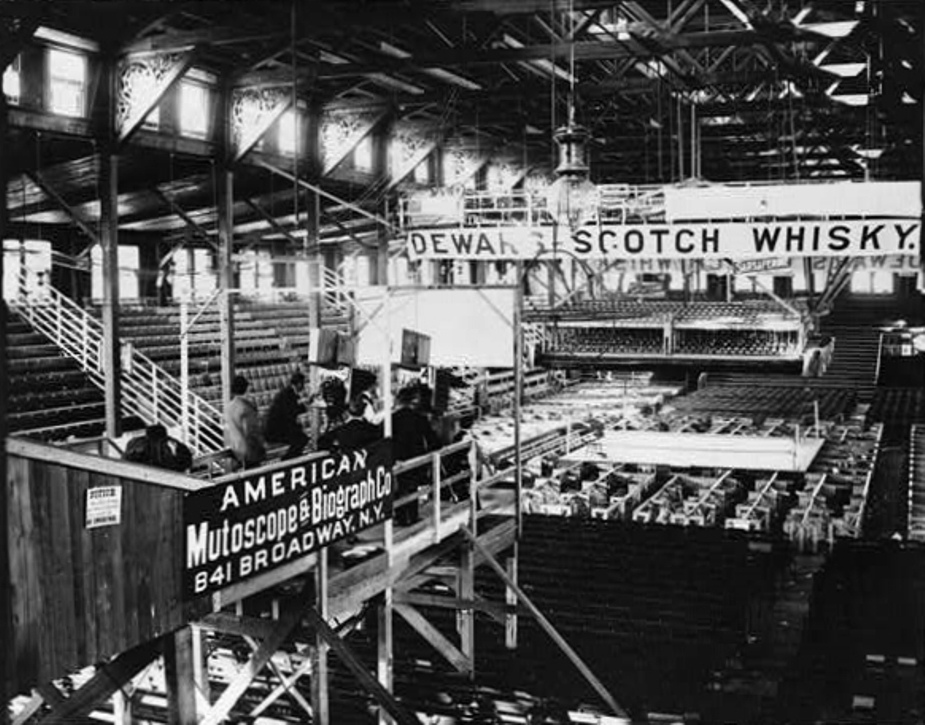
L'arena del match a Coney Island (Jeffries vs Sharkey)

Nell'aprile del 1900 difese facilmente il titolo contro John Finnegan, pugile poco conosciuto con solo 4 vittorie e 2 sconfitte. Finnegan fu messo KO in 55 secondi, dopo aver subito un paio di atterramenti. Si è trattato del combattimento valido per il titolo mondiale dei massimi più breve della storia, record battuto però il 18 aprile 1998 quando Herbie Hide ha messo ko Damon Reed in soli 52 secondi. C'è da considerare però che Jeffries per questo incontrò pesava 109 kg contro i soli 81 kg di Finnegan.
L'11 maggio 1900 ci fu la sfida a Coney Island contro Gentleman Jim Corbett che dominò l'incontro con il suo classico stile evasivo con il quale pungeva ripetutamente al volto il campione. Corbett avrebbe probabilmente vinto il combattimento alla distanza ma al 23º round Jeffries colpì Corbett mettendolo ko e conservando il titolo.
Nel settembre 1901 combatté contro Hank Griffin e Joe Kennedy in due match senza titolo in palio: nel primo fu dichiarato il no contest mentre nel secondo Jeffries vinse per KO in 2 round. Il 15 novembre 1901 difese con successo il titolo contro Gus Ruhlin "The Akron Giant", un degno sfidante che aveva combattuto contro i migliori dell'epoca, aveva sconfitto Tom Sharkey ma era stato battuto da Fitzsimmons. Comunque dopo il 5º round i secondi di Ruhlin gettarono la spugna.
Nel 1902 a San Francisco ci fu un secondo incontro con Bob Fitzsimmons, il quale si presentò molto più motivato, colpendo ripetutamente il campione senza lasciargli la possibilità di attaccare e dominando l'incontro in lungo e in largo. Jeffries dal canto suo dimostrò un'ottima resistenza ai colpi. All'ottavo round Fitzsimmons provocò verbalmente Jeffries e inspiegabilmente abbassò la guardia: Jeffries ne approfittò sferrando un destro e subito dopo un devastante gancio sinistro che misero l'inglese ko.

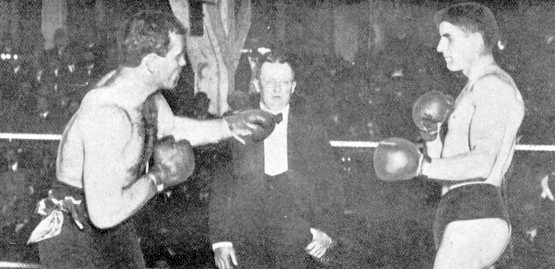
Jeffries (sinistra) Corbett (destra), 1903

Il 14 agosto 1903 affrontò nuovamente James Corbett, al Mechanic's Pavillion di San Francisco. Jeffries arrivò all'incontro pesando 95 kg contro gli 83 kg di Corbett. Dal 1º al 10º round il match fu totalmente a favore del campione: Corbett non sembrava più in forma come una volta e alla decima ripresa l'incontro venne fermato dopo che lo sfidante fu atterrato due volte, in entrambi i casi con colpi al corpo. Quella con Corbett (che chiuse qui la sua carriera) rappresentò per Jeffries la sesta difesa al titolo.
Un anno dopo, nell'agosto 1904 Jeffries affrontò Jack Munroe, pugile canadese di 182 cm per 97 kg, il quale aveva combattuto pochissimo anche se aveva incrociato i guantoni con Hank Griffin e Tom Sharkey. I due si erano già affrontati in un'esibizione in Canada, nel 1902, con Jeffries che mise subito due volte al tappeto Munroe battendolo infine per KO in soli 2 round. Dopo l'incontro l'arbitro Eddie Graney affermò: "Jeffries è il miglior combattente che abbia mai messo piede sul ring". L'esito dimostrò che allora nessun pugile era in grado di sconfiggere James J. Jeffries. 

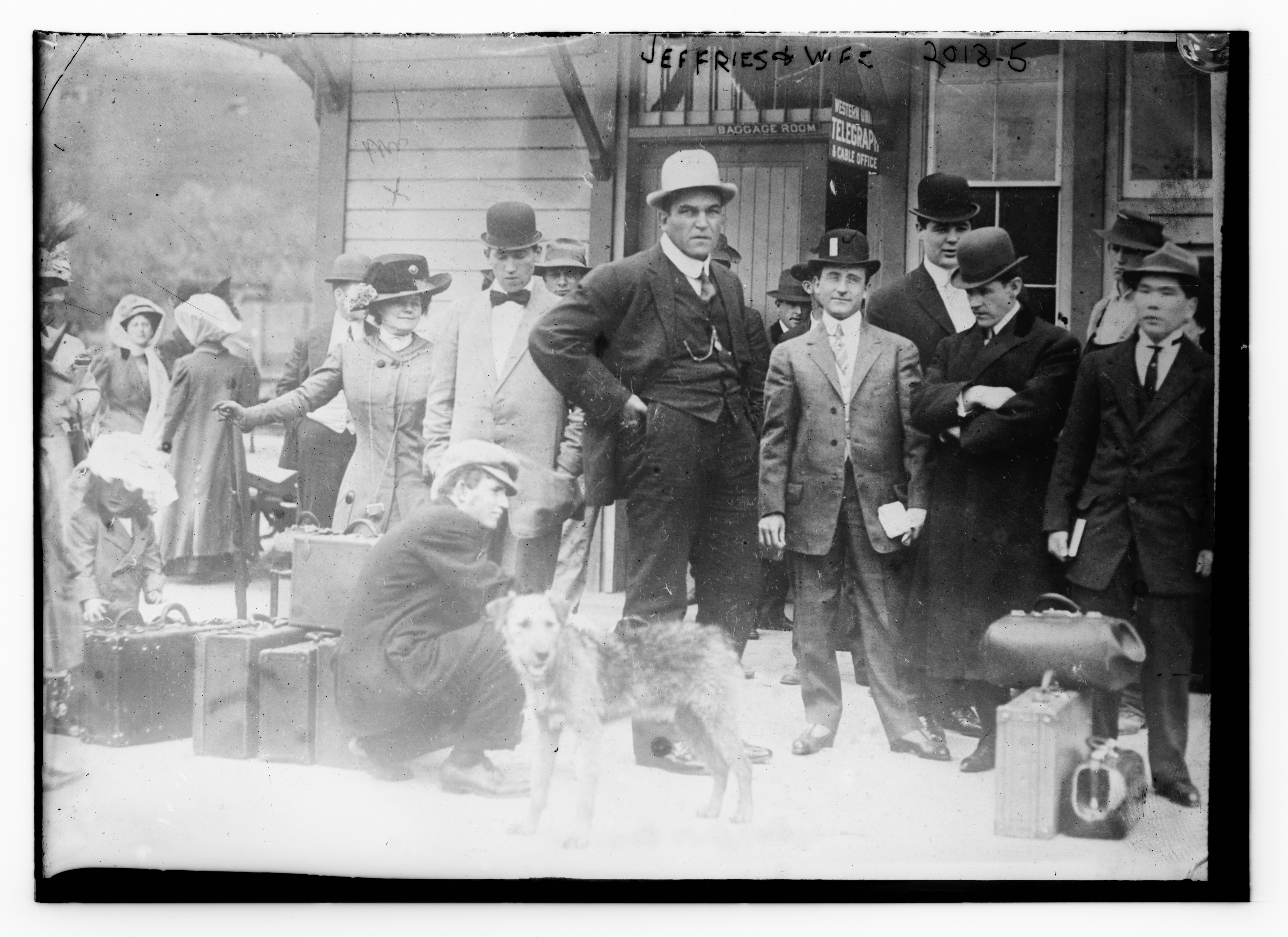
Jeffries nei primi anni del 1900, (al centro)

Dopo questo match, nel 1905, senza alcun contendente bianco pronto a sfidarlo, Jeffries si ritirò dal pugilato. Lasciò lo sport con un record di 19 vittorie (16 KO) e nessuna sconfitta. Jeffries in seguito decise che il vincitore tra Jack Root e Marvin Hart sarebbe stato il nuovo campione mondiale dei pesi massimi. L'incontro, disputatosi il 3 luglio 1905 e arbitrato dallo stesso Jeffries, fu vinto da Marvin Hart. 
Jeffries, con 7 difese del titolo, fu all'epoca il campione mondiale dei pesi massimi con il maggior numero di difese ufficiali. Questo record fu superato qualche anno dopo da Tommy Burns che fece 11 difese del titolo.

### Il rientro, L'incontro del secolo

Il 26 dicembre 1908, il campione canadese Tommy Burns aveva dato la storica possibilità ad un nero di potersi battere per il campionato mondiale dei pesi massimi, Jack Johnson con grande indignazione del pubblico, aveva conquistato il titolo, ed era stato il primo nero a farlo. Jeffries nel mentre aveva comprato un ranch a Burbank, ed era diventato un uomo di quasi 140 kg, commentò l'accaduto : "Il canadese non sarà mai perdonato dal pubblico per quello che ha fatto, lasciare il titolo dell'uomo più forte del mondo nelle mani di un uomo di razza africana."  "Io mi rifiutai più e più volte di non lasciare che un negro abbia avuto la chance di combattere per il titolo mondiale, e avviso tutti gli altri campioni di seguire la mia stessa ideologia." Johnson era diventato l'uomo più odiato dell'America bianca, e due anni dopo molti pregarono James Jeffries di tornare a combattere per sconfiggerlo e porre fine alle sue vittorie sui bianchi.
Jeffries era sicuramente fuori forma e inizialmente si rifiutò di combattere, ma il leggendario promoter Tex Rickard gli offrì una somma di 100 mila dollari, Jeffries accettò. L'incontro fu noto come "The fight of the century", divenne presto il campo di battaglia per uno scontro simbolico tra razze. I media, che cercavano ansiosi una "grande speranza bianca", trovarono un campione per il loro razzismo in Jeffries, che prima del match dichiarò: "Sto affrontando questo incontro con il solo proposito di provare che un uomo bianco è meglio di un negro." Entrambi i pugili portavano sulle spalle un'enorme pressione mediatica e ideologica, tanto che l'incontro fu bandito dalla chiesa nello stato della California, perciò Tex Rickard decise si spostarlo a Reno, in Nevada. Questa fu la prima volta che un'arena da quasi 20.000 posti fu costruita appositamente per un evento di boxe. Johnson si presentò all'incontro pesando 95 kg mentre Jeffries era riuscito ad arrivare fino a 102 kg. Johnson dichiarò "Che vinca il migliore", anni dopo si disse che Jeffries non avesse dormito tutta notte. 
Prima dell'incontro ci fu un'esplosione di entusiasmo, quando una banda a bordo ring suonò un pezzo che si intitolava All coons look alike to me (che tradotto significa: "tutti i procioni per me sono uguali", dove per procioni si alludeva chiaramente al nomignolo spregiativo con cui venivano indicati i neri).

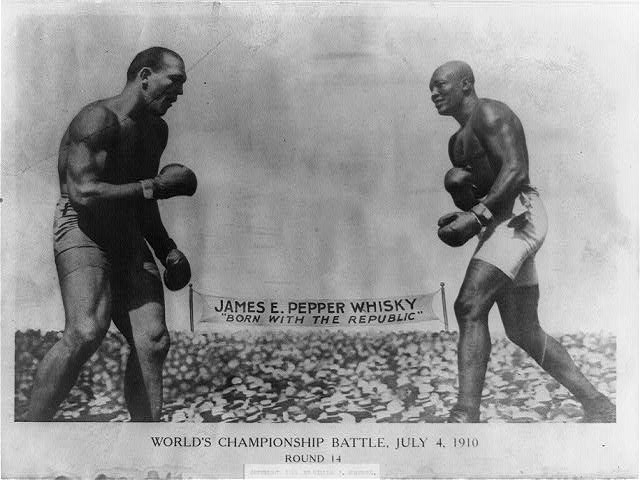
Johnson vs Jeffries (1910) 4º round.

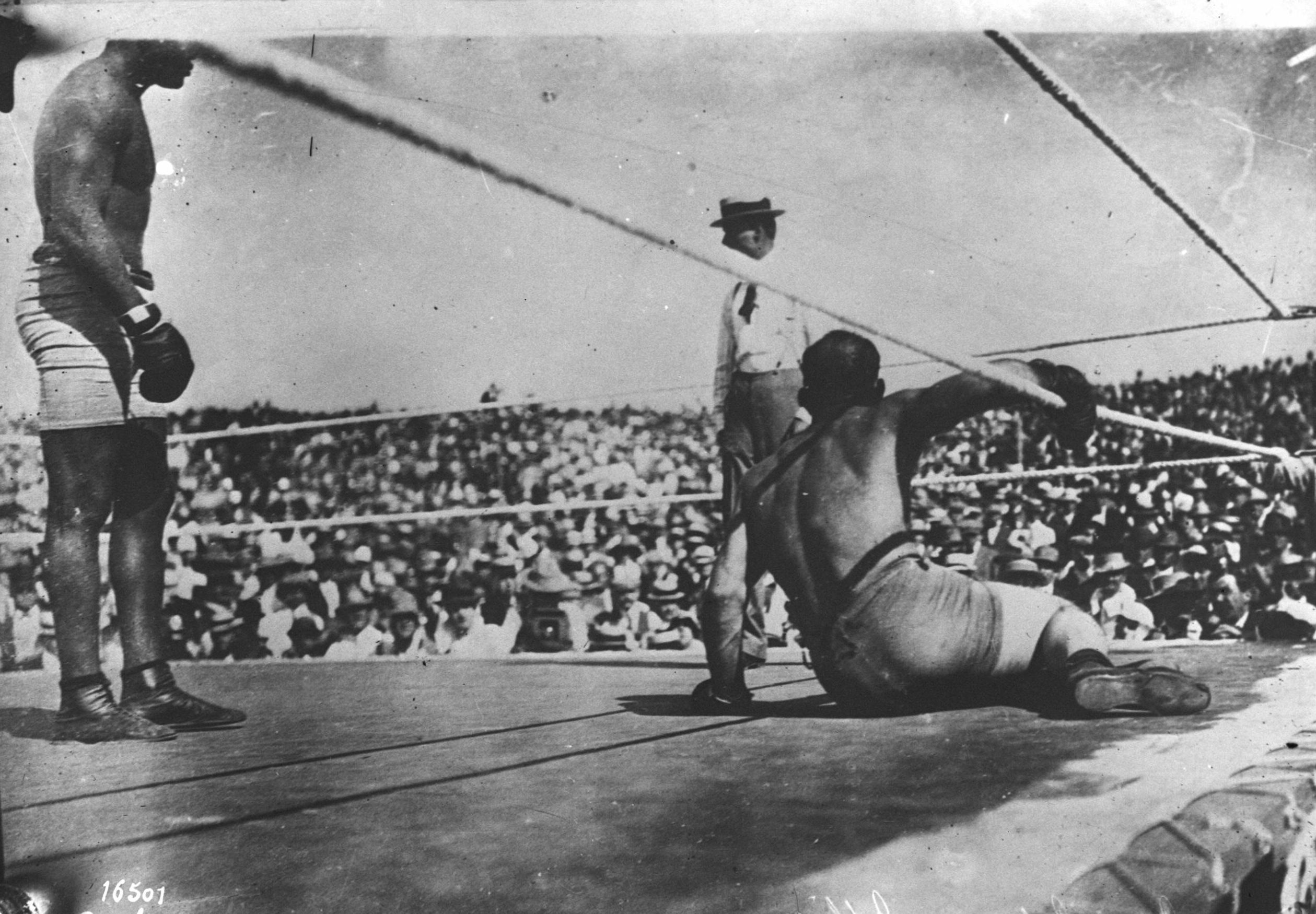
Jeffries al tappeto al 15º round.

L'incontro, il 4 luglio 1910, previsto per 45 riprese, sotto il cocente sole pomeridiano del deserto. Jeffries non riuscì ad imporsi e Johnson dominò l'incontro. Il match fu fermato al 15º round, quando dall'angolo di Jeffries dopo 3 knock down, salirono i secondi sul ring gettarono la spugna. Jeffries non accampò scuse, riconoscendo che non sarebbe riuscito a sconfiggere Johnson nemmeno nei suoi momenti migliori. L'esito del match scaturì una serie di violenze incontrollate in molte città statunitensi tra le due etnie, che provocarono feriti e 11 morti. 
Nel 1912 il film dell'incontro fu bandito. Fu poi legalizzato nel 1940, dal 2005 il film de "L'Incontro del secolo" è preservato dal congresso degli Stati Uniti. 

#### Ultimi anni
Dopo l'incontro Jeffries tornò alla sua vita alla conduzione del suo grande ranch. A volte allenava pugili e all'interno del ranch organizzava eventi di boxe amatoriale, di cui molti arbitrati da lui stesso. Generalmente fece pochissime apparizioni pubbliche, mostrandosi qualche volta come spettatore a incontri di pugilato, in realtà condusse una vita modesta al suo ranch, preferendo pescare e cacciare piuttosto che rimanere sotto i riflettori.
Alla sua morte, avvenuta per arresto cardiaco nel 1953, a 77 anni, James Jackson Jeffries fu sepolto nell'Inglewood Park Cemetery di Inglewood, in California.
L'eredità di Jeffries è quasi completamente dimenticata dal pubblico, spesso ciò che rimane è solamente la sua famosa sconfitta nell'Incontro del secolo contro Jack Johnson.

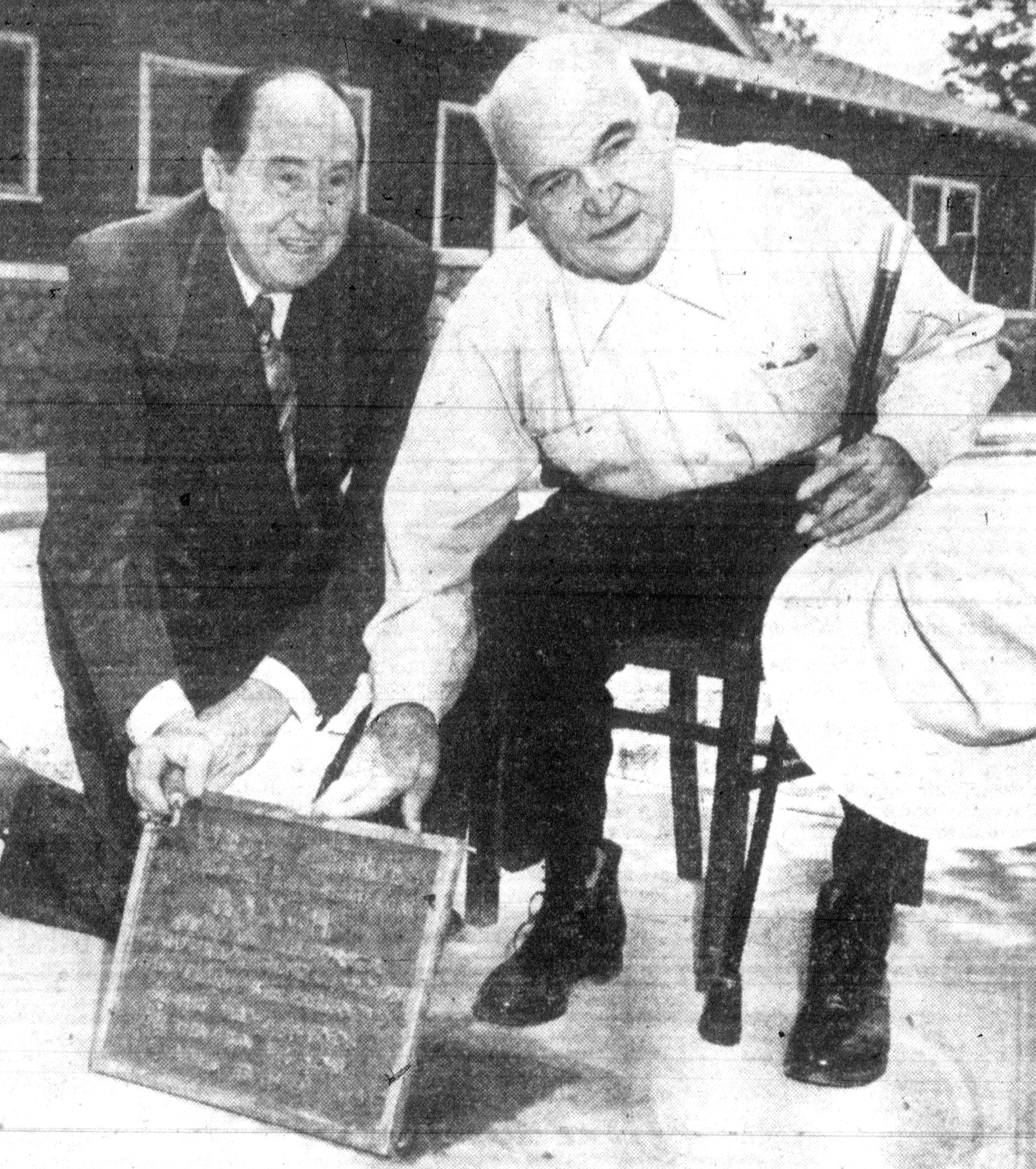
Jeffries (destra) nel suo ranch, 1950

## Lo stile
Le maggiori risorse di Jeffries erano l'enorme forza fisica e la resistenza. All'apice della propria forma, Jeffries era alto 183 cm, pesava circa 100 kg e, a dispetto della propria mole, era uno sprinter che poteva correre i 100 m in poco più di 10 secondi e saltare in alto oltre alla propria altezza.
Usando una tecnica insegnatagli dal suo allenatore ed ex campione dei pesi welter e medi Tommy Ryan, Jeffries combatteva con il braccio sinistro disteso in avanti. Mancino naturale, aveva una potenza da KO con un solo pugno nel proprio gancio sinistro. Jeffries ruppe le costole di tre avversari in incontri validi per il titolo: Jim Corbett, Gus Ruhlin e Tom Sharkey. 
L'allenamento per un incontro di Jeffries comprendeva 8 km di corsa, 2 ore di salto della corda, allenamenti con la palla medica, 20 minuti di allenamento con il sacco pesante, e come minimo 12 round di allenamento sul ring.

### La capacità di incassare
Jeffries era capace di incassare tremende punizioni mentre sfiniva gli avversari. Un esempio delle capacità di Jeffries di incassare quantità distruttive di pugni e di recuperare le forze fino a vincere, è quello della rivincita per il titolo mondiale sostenuta contro Fitzsimmons, che è considerato uno dei più grandi picchiatori della storia del pugilato. Fitzsimmons sottopose Jeffries ad un pestaggio brutale. Jeffries subì una frattura al naso, su tutti e due gli zigomi la pelle era aperta fino all'osso, e le sopracciglia di entrambi gli occhi erano tagliate profondamente. Sembrava che l'incontro dovesse essere arrestato, perché il sangue scorreva negli occhi di Jeffries. Poi, nell'8º round, Jeffries fece partire un terrificante destro allo stomaco, seguito da un gancio sinistro alla mandibola, che lasciarono a terra Fitzsimmons privo di sensi. Il grande mediomassimo e massimo Sam Langford, uno dei maggiori di tutti i tempi, pubblicizzò sui quotidiani il proprio desiderio di sfidare chiunque al mondo, eccetto Jim Jeffries.

## Filmografia
- Pennington's Choice, regia di William Bowman (1915)